# サンテ・ガイアルドーニ
サンテ・ガイアルドーニ（Sante Gaiardoni、1939年6月26日 - 2023年11月30日）は、イタリア、ヴィッラフランカ・ディ・ヴェローナ出身の元自転車競技（トラックレース）選手。

## 経歴
1960年ローマオリンピック、1kmタイムトライアルにおいて、1分7秒27の世界記録（当時）をマークし優勝。さらに同大会のスプリントも制し、二冠を達成した。同大会終了後、プロに転向。1963年の世界選手権自転車競技大会・プロスプリントにおいて、アントニオ・マスペスの同種目5連覇を阻み優勝した。
妻は歌手のエルザ・クアルタ。2023年11月30日に死去。84歳没。

## 主な戦績
1958年
- イタリア選手権 アマタンデム 優勝（+ セルジョ・ビアンケット）
- トラックレース世界選手権 アマスプリント 2位

1959年
- イタリア選手権 アマタンデム 優勝（+ トゥルケメイス・ツァネッティーニ）
- トラックレース世界選手権 アマスプリント 2位

1960年
- ローマオリンピック
  -  1kmタイムトライアル 優勝
  -  スプリント 優勝
- トラックレース世界選手権 アマスプリント 優勝
- グランプリ・ド・パリ アマ部門 優勝
- グランプリ・ド・コペンハーゲン アマ部門 優勝

1961年、プロ転向。
1962年
- トラックレース世界選手権 プロスプリント 2位

1963年
- トラックレース世界選手権 プロスプリント 優勝

1964年
- イタリア選手権 スプリント 優勝

1966年
- トラックレース世界選手権 プロスプリント 3位

1969年
- トラックレース世界選手権 プロスプリント 3位

1970年
- トラックレース世界選手権 プロスプリント 2位
- グランプリ・ド・コペンハーゲン 優勝

1971年、引退。